# Алитерация
Алитерацията (на латински: alliteratio, от ad – към и littera – буква) е вид звукова организация на стиха, при която едни и същи или няколко близки по звучене съгласни се повтарят неколкократно. Обикновено съзвучните съгласни са в една позиция (в началото или в средата на думата) или в ударени срички.
Алитерацията е средство за звукопис и звукоподражание; чрез нея поетите постигат по-голяма смислова и музикална изразителност и по-силно естетическо въздействие. Тя се използва най-често в поезията, но също и в прозата, особено за подчертаване на кратки фрази.
В българската поезия алитерацията майсторски се използва от Христо Ботев, Пейо Яворов, Николай Лилиев, Христо Смирненски, Атанас Далчев, Елисавета Багряна, Веселин Ханчев и други.
Гарванът грачи грозно, зловещо,
псета и вълци вият в полята...
Из „Обесването на Васил Левски“, Христо Ботев
Рухват тежки колонади и възпламналите сгради,
стенат, съскат и разпръскат многохилядни искри.
Из „Бунтът на Везувий“, Христо Смирненски